# Änghults björkhage
Änghults björkhage är ett naturreservat i Uppvidinge kommun i Kronobergs län.
Området är skyddat sedan 1971 och är 3 hektar stort. Det är beläget i Klavreströms tätort vid Änghultasjöns södra strand och utgörs av en vacker björkhage.

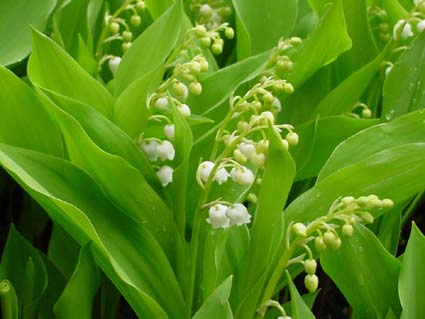
Liljekonvalj

Där växer en del gammal björk och ner mot sjön även en del ek. I fältskiktet kan man finna nattviol, liljekonvalj, stenbär, blåsippa, vitsippa, brudborste, ormbunkar, örnbräken och blåbär.